# Biopsia epatica

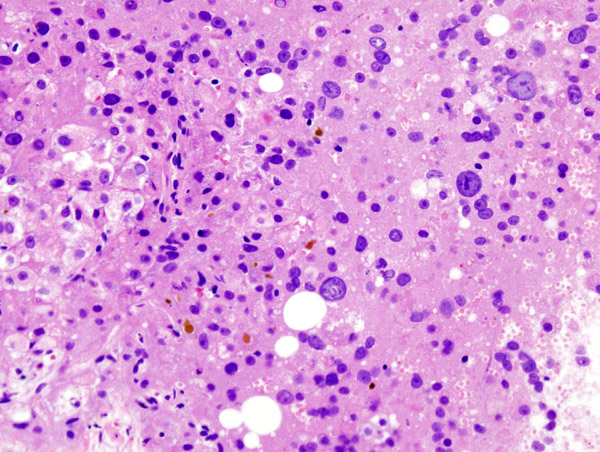
Reperto bioptico di un tessuto epatico con epatocarcinoma.

La biopsia epatica consiste nel prelievo (biopsia) di un piccolo campione tessuto epatico allo scopo di eseguire una valutazione istologica attraverso l'esame microscopico. Viene fatta per aiutare la formulazione di una diagnosi di malattia epatica, per valutarne la gravità e per monitorare i progressi del trattamento.

## Storia
Il primo aspirato di fegato è stato eseguito dal medico tedesco Paul Ehrlich nel 1883. La tecnica di biopsia percutanea epatica è del 1920. L'approccio transgiugulare è stato promosso dal radiologo Charles Dotter nel 1970.

## Tipologie
La biopsia del fegato può avvenire per via percutanea (tramite un ago attraverso la pelle), transvenousa (attraverso i vasi sanguigni) o direttamente durante un intervento chirurgico addominale. Il campione viene esaminato al microscopio e può essere trattato successivamente con prodotti al fine di determinare il contenuto di ferro e di rame. Nel sospetto di tubercolosi viene effettuata una cultura microbiologica.

## Indicazioni

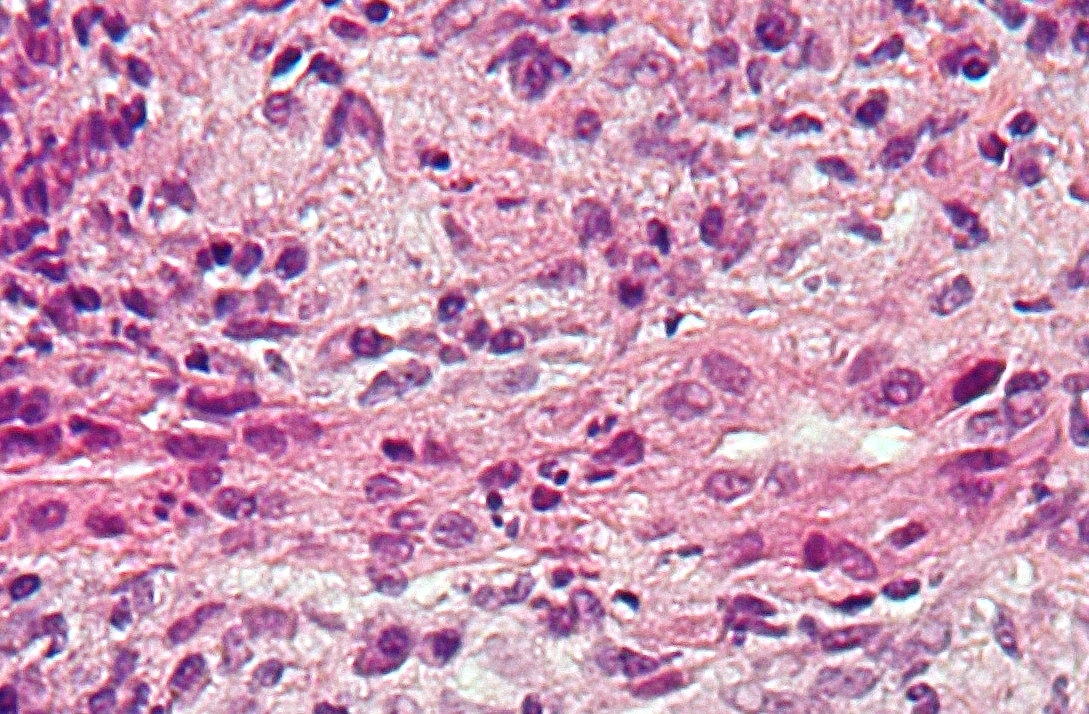
Reperto bioptico di un tessuto epatico in cui è stata diagnosticata la cirrosi biliare primitiva.

La biopsia epatica è spesso necessaria per la diagnosi di un problema al fegato (ittero, esami del sangue anomali), dove gli altri approcci diagnostici non sono stati in grado di identificare una causa. L'epatopatia alcolica e la tubercolosi del fegato possono essere diagnosticate tramite biopsia. Anche nello studio di tumori del fegato si utilizza la biopsia.
Se la diagnosi è già chiara, come l'epatite cronica B o l'epatite C, la biopsia epatica è utile per valutare la gravità del danno epatico associato; lo stesso vale per emocromatosi (una sovrabbondanza di ferro) anche se spesso viene evitata. La cirrosi biliare primitiva e la colangite sclerosante primitiva possono richiedere una biopsia anche se altre modalità diagnostiche hanno reso questa meno necessaria.
Occasionalmente, la biopsia epatica viene utilizzata per monitorare i progressi del trattamento, come ad esempio nell'epatite cronica virale.

## Benefici e limiti
Durante il XX secolo, la biopsia è stata considerata come il gold standard per valutare lo stato e il grado della malattia epatica cronica. I protocolli raccomandano la biopsia epatica nella gestione di quasi tutti i pazienti con epatite C e B.
La biopsia epatica è generalmente una procedura sicura, ma è invasivo. Le complicanze della biopsia epatica sono rare ma potenzialmente letali. La maggior parte delle complicanze (60%) si verificano entro le due ore e il 96% entro le 24 ore successive alla procedura. Circa il 2-3% dei pazienti sottoposti a biopsia epatica richiedono l'ospedalizzazione per la gestione di un evento avverso. Il 30% dei pazienti avvertono dolore significativo durante la procedura. Sanguinamenti importanti dopo una biopsia del fegato si verificano in 1-2 pazienti su 100. Il sanguinamento di solito si manifesta entro le tre o quattro ore. Esso generalmente termina autonomamente, ma se persiste, una trasfusione di sangue può essere necessaria. Un intervento chirurgico o l'angiografia (una procedura in cui viene identificata la sede del sanguinamento e trattata) può essere richiesta se il sanguinamento è grave o non si ferma da solo. L'emorragia intraperitoneale è la conseguenza più grave del sanguinamento. Complicanze fatali sono stati riportate fino al 0,01-0,3% dei pazienti sottoposte a biopsia.
I risultati della biopsia mostrano una significativa variabilità (fino al 40% per la diagnosi di fibrosi) che può portare a una diagnosi sbagliata. Il risultato dipende dalla rappresentatività del campione prelevato.
Il costo della biopsia epatica è stimato in 1.032 dollari statunitensi senza che avvengano complicazioni e $ 2.745 con complicanze.
La comunità scientifica raccomanda la messa a punto di test affidabili e non invasivi come alternativa alla biopsia per i pazienti con epatiti croniche. La biopsia epatica probabilmente rimarrà particolarmente importante nella diagnosi di malattie del fegato inspiegabili. Test non invasivi per la fibrosi epatica, nelle malattie epatiche alcoliche, e virali, sono destinati a diventare sempre più utilizzati.